# Chonopetalum stenodictyum
Chonopetalum stenodictyum är en kinesträdsväxtart som beskrevs av Ludwig Radlkofer. Chonopetalum stenodictyum ingår i släktet Chonopetalum och familjen kinesträdsväxter. Inga underarter finns listade i Catalogue of Life.